# Boomarama Late Night
Boomarama 3000 (zuvor Boomarama Late Night) war eine vom deutschen Privatsender Tele 5 produzierte Late-Night-Show, die von 2015 bis  2017 gesendet wurde.

## Produktion
Die Sendung wurde in Berlin in der Fernsehwerft aufgezeichnet. Gastgeber war Aurel Mertz.
Im April 2015 debütierte die Late-Night-Show mit einer sechsteiligen ersten Staffel, die jeweils montags kurz vor Mitternacht ausgestrahlt wurde.
2016 wurde die zweite Staffel mit zehn Folgen ausgestrahlt. Produziert von der strandgutmedia GmbH erhielt die Sendung ein neues Studio und ein größeres Budget.
Für die dritte Staffel erhielt die Sendung ein neues Sendungskonzept sowie ein neues Studio und lief unter dem neuen Titel Boomarama 3000. Neu wurden die einzelnen Folgen einem bestimmten Thema gewidmet, was bei den vorherigen Staffeln nicht der Fall war. Produziert wurde die dritte Staffel von der Produktionsfirma Creative Cosmos 15. Wegen schlechter Einschaltquoten wurde die Sendung auf einen späteren Sendeplatz verschoben.

## Ausgaben
| Nr. (ges) | Nr. (St.) | Erstausstrahlung | Titel           | Gäste                               |
| --------- | --------- | ---------------- | --------------- | ----------------------------------- |
| Staffel 1 |           |                  |                 |                                     |
| 1         | 1         | 06. April 2015   | –               | Joko Winterscheidt                  |
| 2         | 2         | 13. April 2015   | –               | Etienne Gardé, Nils Bomhoff         |
| 3         | 3         | 20. April 2015   | –               | Hugo Egon Balder                    |
| 4         | 4         | 27. April 2015   | –               | Suchtpotenzial                      |
| 5         | 5         | 04. Mai 2015     | –               | Oliver Kalkofe                      |
| 6         | 6         | 11. Mai 2015     | –               | Jeannine Michaelsen                 |
| Staffel 2 |           |                  |                 |                                     |
| 7         | 1         | 03. März 2016    | –               | Paula Lambert                       |
| 8         | 2         | 10. März 2016    | –               | Friedrich Liechtenstein             |
| 9         | 3         | 17. März 2016    | –               | Madeline Juno                       |
| 10        | 4         | 24. März 2016    | –               | SSIO                                |
| 11        | 5         | 31. März 2016    | –               | Eva Padberg                         |
| 12        | 6         | 07. April 2016   | –               | Etienne Gardé, Simon Krätschmer     |
| 13        | 7         | 15. April 2016   | –               | Palina Rojinski                     |
| 14        | 8         | 21. April 2016   | –               | Markus Kavka                        |
| 15        | 9         | 28. April 2016   | –               | Alina Merkau, Matthias Killing      |
| 16        | 10        | 05. Mai 2016     | –               | Lary                                |
| Staffel 3 |           |                  |                 |                                     |
| 17        | 1         | 17. März 2017    | Anziehungskraft | Nikeata Thompson                    |
| 18        | 2         | 23. März 2017    | Scheitern       | Pierre M. Krause                    |
| 19        | 3         | 30. März 2017    | Provokation     | İdil Baydar                         |
| 20        | 4         | 06. April 2017   | Fleisch         | Luna Love                           |
| 21        | 5         | 13. April 2017   | Kunst           | Milo Moiré                          |
| 22        | 6         | 20. April 2017   | Blau            | Olexesh                             |
| 23        | 7         | 27. April 2017   | Autorität       | Christopher Lauer                   |
| 24        | 8         | 04. Mai 2017     | Würde           | Kat Kaufmann, Julian F. M. Stoeckel |
| 25        | 9         | 11. Mai 2017     | Tierchen        | Manuel Möglich                      |
| 26        | 10        | 18. April 2017   | Apokalypse      | Simon Gosejohann                    |

## Einschaltquoten
- Die Auftaktsendung der zweiten Staffel erreichte 4,0 % Marktanteil in der Zielgruppe der 20- bis 59-Jährigen.[6][7] Mit einem durchschnittlichen Marktanteil von bis zu 4,1 % war die zweite Staffel für Tele 5 ein Quotenerfolg.[8]
- Die Auftaktsendung der dritten Staffel erreichte nur einen Marktanteil von 0,4 %[9], die zweite und dritte Ausgabe konnten sich nach dem Wechsel auf einen neuen Sendeplatz steigern. Insgesamt erreichte die Staffel einen durchschnittlichen Gesamtmarktanteil von 1,3 % bzw. 1,5 %.[10]